# 아르민 무야키츠
아르민 무야키치(보스니아어: Armin Mujakic, 1997년 2월 21일 ~ )는 오스트리아의 축구 선수이다. 포지션은 미드필더이다. 현재 FCM 트라이스키르헨 소속이다.